# Ploskana
Ploskana är ett släkte av steklar. Ploskana ingår i familjen puppglanssteklar.
Kladogram enligt Catalogue of Life:
| Ploskana | \| \| Ploskana brevicornis \| \| \| \| \| \| Ploskana tenuis \| \| \| \| |
|          | \| \| Ploskana brevicornis \| \| \| \| \| \| Ploskana tenuis \| \| \| \| |
|          | Ploskana brevicornis                                                     |
|          |                                                                          |
|          | Ploskana tenuis                                                          |
|          |                                                                          |